# Йоргос Сарандаріс
Йоргос Сарандаріс (грец. Γιώργος Σαραντάρης, 20 квітня 1908, Стамбул — 25 лютого 1941, Афіни) — новогрецький поет, філософ, есеїст покоління 30-х.

## Творча біографія
Йоргос Сарандаріс народився в Стамбулі, однак дитячі роки від 1909 року провів в Італії. Освіту здобув на філософському та юридичному факультеті Болонського університету. Тут почав писати свої перші вірші грецькою, італійською та французькою мовами. Значний вплив на нього справив Джузеппе Унгаретті.
1931 року переїхав в Афіни, маючи ідеалізоване уявлення про свою батьківщину. Однак продовжував вірити, що через слово поезії людини здатна пізнати абсолют, привніс якісно нові елементи віршотворення. Часто використовував форму вільного вірша, позбавленого рими. Як філософ був екзистенціалістом, як поет належав до течії ортодоксального сюрреалізму. Для його поезій характерна стриманість мови, прямолінійність у викладі думок, лірична образність.
Йоргос Сарандаріс помер у віці 33 років на албанському фронті в Італо-грецькій війні 1941 року, захворівши на черевний тиф.

## Спадщина
| Поезія - Любов часу, 1933 - Потяг часу, 1933 - Небеса, 1934 - Зірки, 1935 - Друзям іншої радості, 1940 Проза - Листи до однієї жінки, 1936 - Невидані листи і вірші С. Г. (італійською мовою) | Філософські ессе - Внесок в філософію екзистенціалізму, 1937 - Пришестя людини, 1938 - Логіка як теорія абсолютного і неабсолютного, 1939 |